# Wilsonprimtal
Et wilsonprimtal er et primtal p for hvilket det gælder at (p − 1)! + 1 er er delelig med p2, hvor "!" er fakultet; sammenlignet med Wilsons sætning, der siger at for alle primtal p gælder det at de går op i (p − 1)! + 1. Det er opkaldt efter den engelske matematiker John Wilson.
De eneste kendte wilsonprimtal er 5, 13 og 563;; hvis der eksisterer andre så er de større end 2×1013. Der er en formodning om at der findes uendeligt mange wilsomprimtal, og at antallet af wilsonprimtal i et interval [x, y] er omkring log(log(y)/log(x)).
Der er udført adskillige computerberegninger i håb om at finde nye wilsonprimtal.
Ibercivis' distribuerede beregninger-projekt inkluderer søgning efter flere wilsonprimtal. Endnu en eftersøgning koordineres på mersenneforum.
Der kan argumenteres for, at der findes et 4. Wilsonprimtal omtrent lig med {\displaystyle 5*10^{23}}